# Pacs del Penedès
Pacs del Penedès – gmina w Hiszpanii, w prowincji Barcelona, w Katalonii, o powierzchni 6,09 km². W 2011 roku gmina liczyła 879 mieszkańców.